# Niżnia Spadowa Przełączka
Niżnia Spadowa Przełączka (niem. Untere Verborgene Scharte, słow. Nižná Kamzíčia štrbina, węg. Alsó-Csehtavi-csorba, ok. 2190 m) – przełączka w bocznej, wschodniej grani Niżnich Rysów w Tatrach Słowackich. Znajduje się w niej pomiędzy Ciężką Turniczką (ok. 2220 m) a Ciężką Turnią (2254 m), bezpośrednio przy pionowym uskoku tej ostatniej. Na północną stronę jej zbocza opadają do Doliny Spadowej, na południową, do Ciężkiego Kotła. 

## Historia zdobycia
Przełączka stanowi najdogodniejsze połączenie głównej części Doliny Ciężkiej (dokładniej Ciężkiego Kotła) z Dolinką Spadową. Z obydwu tych dolin można na przełączkę wejść bez trudności i prowadzą na nią wydeptane przez taterników ścieżynki. Chodzą tędy taternicy z Morskiego Oka pod Galerię Gankową, lub czasami schodzą z Ciężkiej Turni. Przejście przez tę przełączkę znane było już w czasach przedturystycznych i wykorzystywane przez górali jako łatwe przejście z Doliny Ciężkiej do jej bocznego odgałęzienia – Dolinki Spadowej.
Pierwsze odnotowane wejścia turystyczne:
- latem – Włodzimierz Boldireff, Mieczysław Karłowicz, 23 sierpnia 1908 r.,
- zimą – Zbigniew Korosadowicz, 9 kwietnia 1931 r.

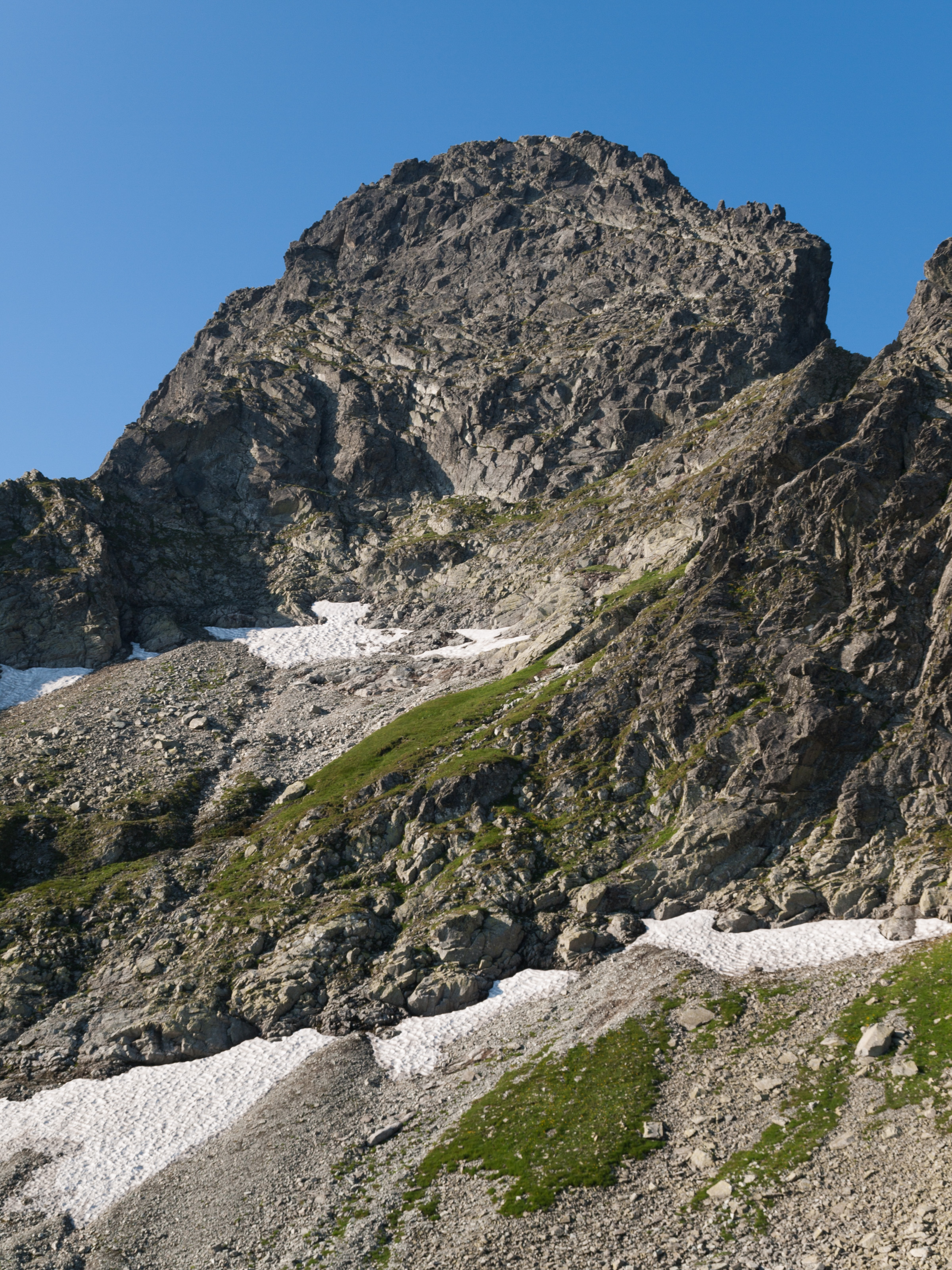
Niżnia Spadowa Przełączka (po prawej) i północna ściana Ciężkiej Turni

## Drogi wspinaczkowe
1. Z Doliny Spadowej; 0 w skali tatrzańskiej, 30 min
2. Od Zmarzłego Stawu; 0-, w najwyższej części 0+, 45 min
3. Wschodnią granią (od Pośredniej Spadowej Przełączki na Ciężką Turnię); w zależności od wariantu 0+, I lub II; 45 min[2]